# 刈田嶺神社 (刈田岳)

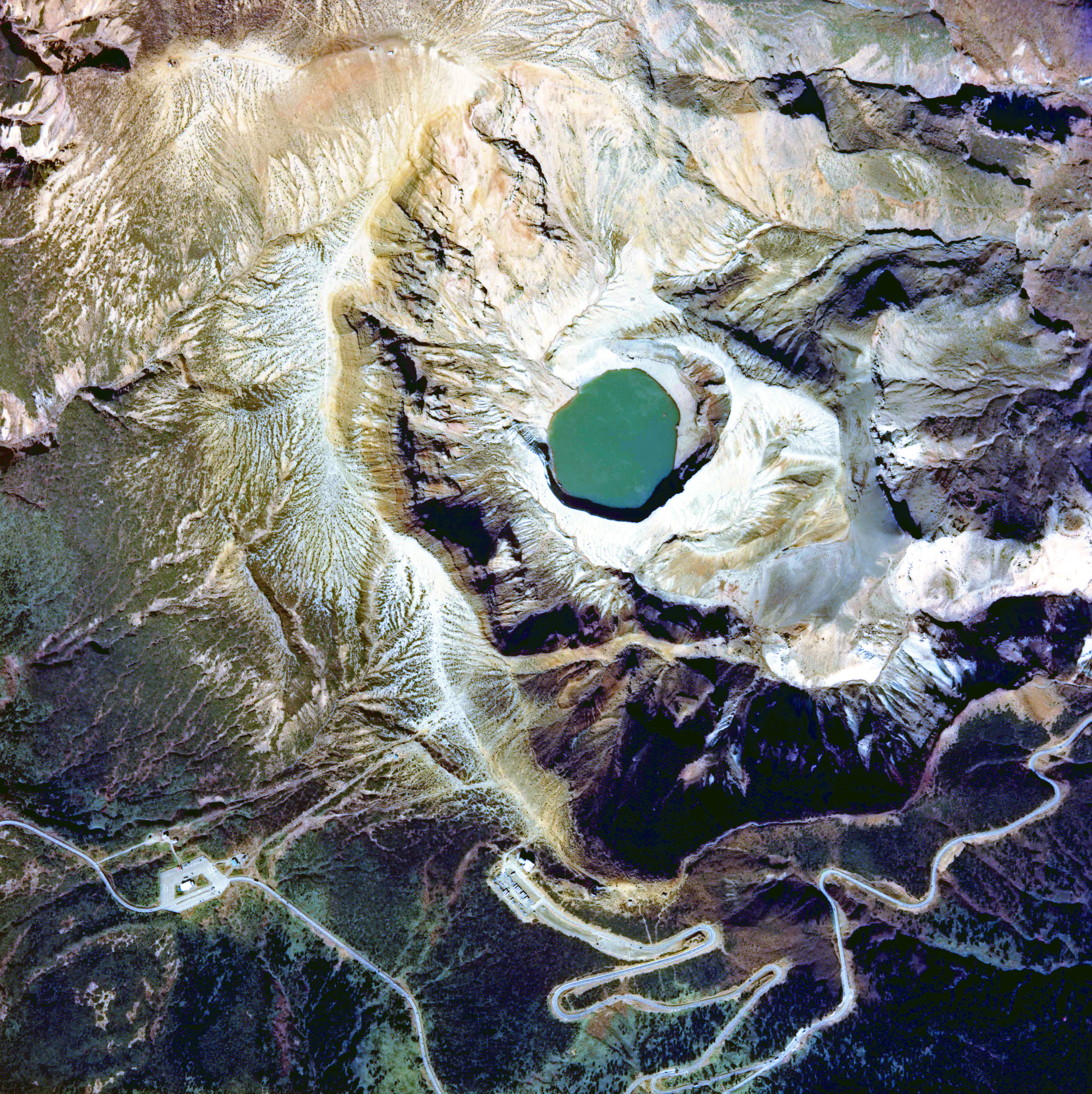
1976年度（昭和51年度）撮影の
写真中央に御釜（五色沼）があり、その東側に五色岳がある。これらを東側が開いた「C」形の外輪山が囲む。南側の外輪山の刈田岳頂上に当社がある。写真左上の熊野岳山頂に蔵王山神社がある。

刈田嶺神社（かったみねじんじゃ）は、奥羽山脈蔵王連峰の宮城県側、刈田岳（標高1,758 m）山頂にある神社である。山麓の遠刈田温泉にある刈田嶺神社と対になっており、当社を「奥宮」、遠刈田温泉の同名社を「里宮」と呼ぶ。神体は、夏季に山頂の奥宮に、冬季は麓の里宮にと、両宮の間を季節遷座している。蔵王連峰の名称は、かつて両宮が祀っていた蔵王権現に由来する。

## 所在地
鎮座地は、かつて熊野岳の奥州と羽州の境塚の上に建立されていたが、噴火口に近くたびたび炎上するので、正保（1645年 - 1648年）ごろに仙台藩主と山形の松平氏が相談の上、刈田岳のお室（米堂）へ遷座したと伝えられる。
古来、蔵王連峰中最高峰の熊野岳（標高1,841 m）には、蔵王、白山、熊野の三社が祀られており、その里宮は奥州羽州ともに現存している。参詣路表口（宮城県側）の鳥居は蔵王町円田中大鳥居囲に三の鳥居、疣石（いぼいし）に二の鳥居、不動瀧に一の鳥居が建てられていた。宝沢口三乗院文書によれば、三社拝礼の式法が正しい往昔の山法としている。
1907年（明治40年）に宮城県が行った『社寺 神社由緒調 仙台市刈田郡柴田郡 九冊の一』（宮城県公文書館所蔵）中の郷社刈田嶺神社が提出した「神社調査書」（明治39年7月4日 社司 藤本薫雄 神社信徒総代人 刈田郡宮村字遠刈田百七拾五番地 千歳英之進〈以下略〉6人が宮村字遠刈田、6人が仙台市在住）では「刈田郡宮村字倉石岳鎮座」と記載されている。
一方、蔵王町教育委員会は、当社が刈田郡七ヶ宿町に所在していると述べている。

## 歴史
『延喜式神名帳』（『延喜式』巻九・十、延長5年〈927年〉）にある、刈田郡の「苅田嶺神社（名神大社）」とする。
『日本三代実録』では、延喜元年（901年）に成立したとする。貞観津波が起きた貞観11年（869年）12月に勲九等「刈田嶺神」に超階によって従四位下が授与されており、佐久間洞巖は「何夫急哉」とし、何らかの記録漏れがあったのではないかとする。吉田東伍 は、この貞観津波を「火山の驚異に起因したる神祗」であり、「山神の憤怒」によるものと朝廷は解したものとみる。なお、『社寺 神社由緒調 仙台市刈田郡柴田郡 九冊の一』中の「神社調査書」中では、六国史を項目ごとに編集し直した『類聚国史』（寛平4年〈892年〉成立）から引用している。「清和天皇ノ貞観十一年十二月位階ヲ昇リ賜ルモ年ノ豊凶ハ水旱ノ如何ニアルヲ以テナラン」とし、貞観津波に関する言及はない。
蔵王（不忘山）に鎮座する蔵王大権現は、『金峰三山御縁起』では白鳳8年（679年）に、役小角が開いたとしている。役小角の叔父 願行（がんぎょう）が勧請したとも伝えられ、蔵王大権現社は往古より蔵王一帯の修験者を統括し、大刈田山（青麻山）東麓の「願行寺」が管理した。『金峰山界縁幷東岳温泉来歴』 では、弘法大師の法孫実眼上人が中興したとしている。
平安時代末期（12世紀末）には奥州藤原氏の庇護を受け、願行寺は繁栄し、子院四十八坊を形成するまでになった。奥州藤原氏が滅亡とともに衰退し、兵火による焼失も加わって荒廃し、応仁の乱後には山之坊・宮本坊・嶽之坊の3坊にまで減少した。
山之坊は、後に延宝のころ廃れ、宮本坊は天正（1573年 - 1592年）中、宮蓮蔵寺となり、貞山君（伊達政宗）が「寶池山蓮蔵寺」の山・寺号を与え200石の地を寄付した。蔵王権現之社は往古より願行寺が総裁しており、その旧例により、蓮蔵寺が諸事を管領することになった。嶽之坊は金峯山蔵王寺嶽之坊と号し、蔵王山参詣表口を統括した。金峯山蔵王寺は蓮蔵寺末寺で、応安（北朝1368年 - 1374年）中、羽州蔵王嶽道には朴澤口、上ノ山口、半郷口（松尾口）があり、それぞれ天台宗修験の三乗院、安楽院、覚善坊、これらを羽州三別当といい、みな旧例により嶽之坊の指揮を受け社務を執った。御山詣りが流行した江戸後期以降は、多くの参詣者を山頂の蔵王大権現へと導く役を担った。一方、この御山繁盛は登山口別当間の利権争いへと発展し、羽黒修験の暗躍も加わり、嘉永（1848年 - 1855年）の訴訟事件を引き起こしている。
『社寺 神社由緒調 仙台市刈田郡柴田郡 九冊の一』明治40年（1907年）では「刈田嶽」の地名は「極メテ近代ノ称呼ナルガ如シ」とし、この山は不忘山あるいは蔵王嶽と称し、または別名「倉石岳」と呼ぶものであるとしている。また「現今青麻山ト称スルモノハ古来大刈田山ト呼ビ来タリタルモノ」とし、「大刈田山ノ頂上ニ鎮座シアルヲ以テ刈田嶺神社ノ神号ヲ称シタリト云フヲ以テ正シキモノト認ム」とする。「刈田嶺」の地名には混同異説が生じ、断定は難しいとしている。
明治維新で明治新政府により出された神仏判然令（神仏分離令）が施行されると、吉野では「蔵王権現」を神号とし、従前の僧侶が神官となった。これに従って当地でも明治2年（1869年）7月に「蔵王大権現」を「蔵王大神」へと改号し、「蔵王神社」と称した。さらに同年9月、「蔵王大神」とは「天水分神および国水分神」の2柱であるとの解釈から、社号を「水分神社」（みくまりじんじゃ）に改称した。なお、この時期に修験道の「蔵王大権現」を管理していた真言宗の嶽之坊は、神道の神社となった当社と合一したと見られる。明治8年（1875年）に「水分神社」は「刈田嶺神社」を称するようになった。

## 季節遷宮
寛文（1661年 - 1673年）頃に片倉家が作り上げた「遠刈田屋敷図」には「蔵王大権現御旅宮」は記載されておらず、現在の「里宮」の位置には「嶽坊」が記載されている。
『奥羽観蹟聞老志』（1719年）では、山頂に蔵王権現の神祠があり、峻嶽以東の山路には、萱峠に一の鳥居、荒深山前には鳥居松があったとしている。夏4月8日を「開扉（とびらき）」と称し、山頂雪解けし道路を開始し、登山の行く客を妨げないようにしていた。冬10月8日に「鎖扉（とたて）」をおこなった。「岳麓の雪は深くなり、道路は頗る難しい。登山の行客は鮮少となり、これを憂う。郷党はこの日、蒸飯と濁酒を置き、その祭事を修む」としている。
『安永風土記御用書出』（1777年）には「蔵王権現御旅宮」（おかりのみや）が記載され、蔵王嶽は雪が積もり冬の参詣ができないため、例年10月8日に山上から御下遷座し、当日は祭礼を行い、翌4月8日に御上遷座するようになった。この御旅宮は嶽之坊と同一の場所にあり、嶽之坊と蔵王大権現社は、同体ともいえるほど深くつながっていた。
現在では、「里宮」から「奥宮」への遷座は、刈田岳山頂に車で至る道路の蔵王エコーラインおよび蔵王ハイラインの開通に合わせて行われるが、両道路の開通日は冬季閉鎖期間中の積雪量に依存するため、遷座の時期がずれる場合もある。例年、両道路は4月下旬頃に開通する。毎年、遷座が行われる前には大崎八幡宮（宮城県仙台市）が「刈田嶺神社雪かき奉仕」を行っており、凍結した雪に埋もれた社殿および参道をつるはしやスコップを用いて露出させ、参拝可能な状態にしている。

## アクセス

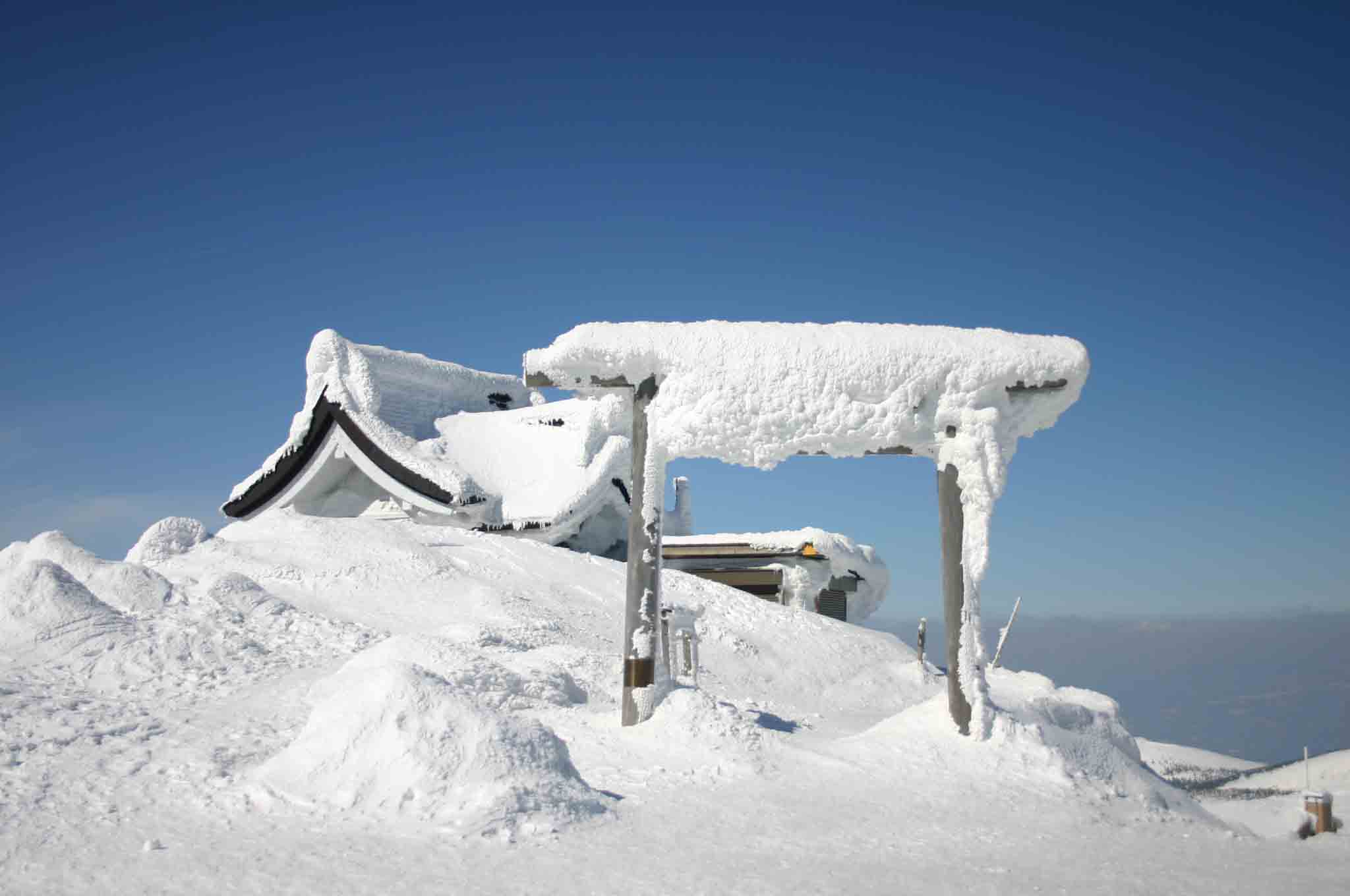
道路が閉鎖されている厳冬期の当社（2006年3月9日）

蔵王エコーライン（無料）から蔵王ハイライン（昼間有料）に入り、宮城県営蔵王レストハウス（北緯38度7分42.47秒 東経140度26分48.38秒 / 北緯38.1284639度 東経140.4467722度）の前にある刈田峠駐車場（無料）に駐車。徒歩約15分。

冬季閉鎖期間については宮城県道・山形県道12号白石上山線#蔵王エコーラインを参照。

## 同名の神社
| 所在地   | 所在地   | 所在地   | 所在地                                                                                          | 所在地                                                       | 所在地                                  | 現称       | 別名       |
| 県       | 郡       | 町       | 地区                                                                                            | 地区                                                         | 位置                                    | 現称       | 別名       |
| -------- | -------- | -------- | ----------------------------------------------------------------------------------------------- | ------------------------------------------------------------ | --------------------------------------- | ---------- | ---------- |
| 宮 城 県 | 刈 田 郡 |          | 蔵王・刈田岳（熊野岳から遷宮）                                                                  | 山頂周辺                                                     | 北緯38度7分39.7秒 東経140度26分56.42秒  | 刈田嶺神社 | 奥宮       |
| 宮 城 県 | 刈 田 郡 | 蔵 王 町 | 蔵王・刈田岳（熊野岳から遷宮）                                                                  | 東麓・遠刈田温泉の嶽之坊跡地                                 | 北緯38度7分28.61秒 東経140度34分35.57秒 | 刈田嶺神社 | 里宮       |
| 宮 城 県 | 刈 田 郡 | 蔵 王 町 | 青麻山（北緯38度05分05.1863秒 東経140度36分27.1756秒 / 北緯38.084773972度 東経140.607548778度） | 山体（大刈田山）を祀る嶺神社を西山の白鳥社（日本武尊）に合祀 | 北緯38度3分1.1秒 東経140度39分11.7秒    | 刈田嶺神社 | 白鳥大明神 |

なお、山形県側にも、蔵王大権現（刈田嶺神社、山形市下宝沢）、刈田嶺神社（山形市蔵王半郷字石高）、刈田嶺神社（上山市金谷）がある。